# 釜山鎮駅 (釜山交通公社)
釜山鎮駅（プサンジンえき）は、大韓民国釜山広域市東区にある釜山交通公社1号線の駅である。駅番号は115。「東区庁」を副駅名としている。

## 駅構造
島式ホーム1面2線、単式ホーム1面1線の計2面3線のホームを有する地下駅。ただし、実質的には相対式ホーム2面2線の駅として機能している。
下り線には副本線を持つが、これは韓国鉄道公社（KORAIL）釜山鎮駅への連絡線（車両搬入等で使用）に接続する線路で、旅客用としては使われていない。かつては副本線側ののりばに柵が設けられていたが、2016年に壁が設置され、ホームから線路は見られなくなっている。
スクリーンタイプのホームドアが設置されている。出入口は8箇所に設けられている。

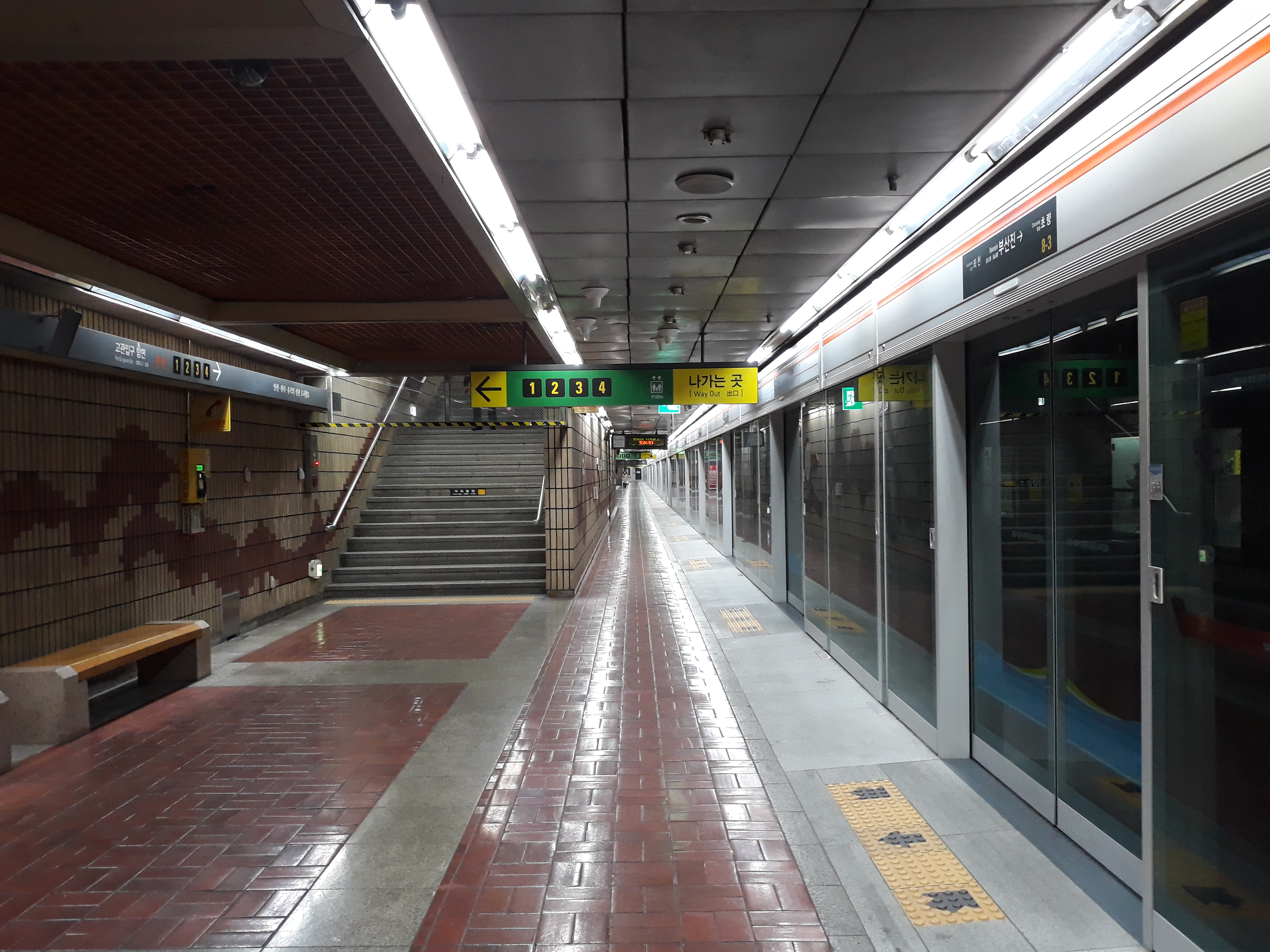
上りホーム（2018年3月）
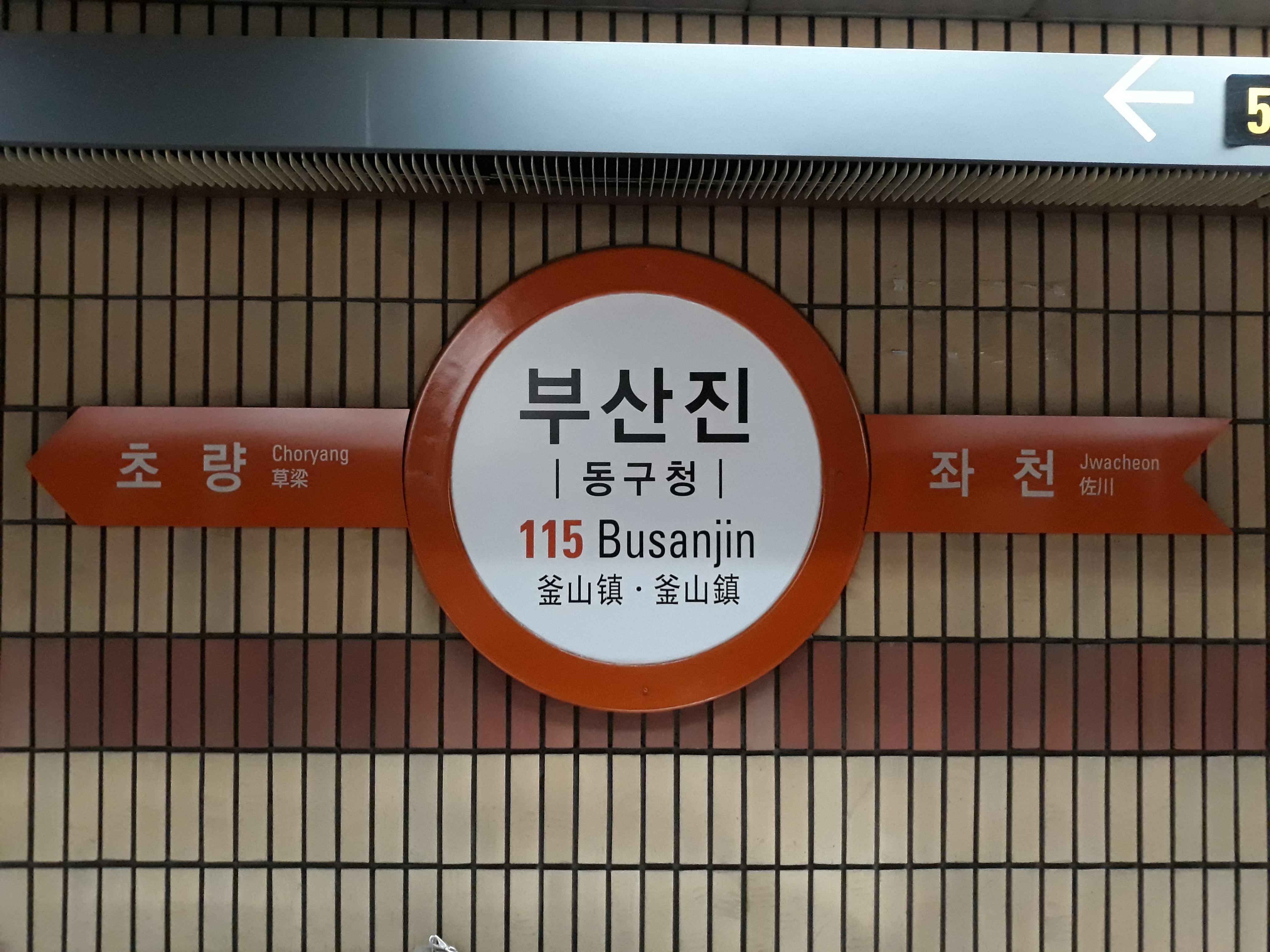
駅名標

### のりば
| 上り | 1号線 | 多大浦海水浴場方面 |
| 下り | 1号線 | 老圃方面           |

## 歴史
- 1987年5月15日 - 1号線中央洞（現・中央）- ポムネゴル間延伸に伴い開業。
- 2017年4月20日 - 副駅名「東区庁」を付与。

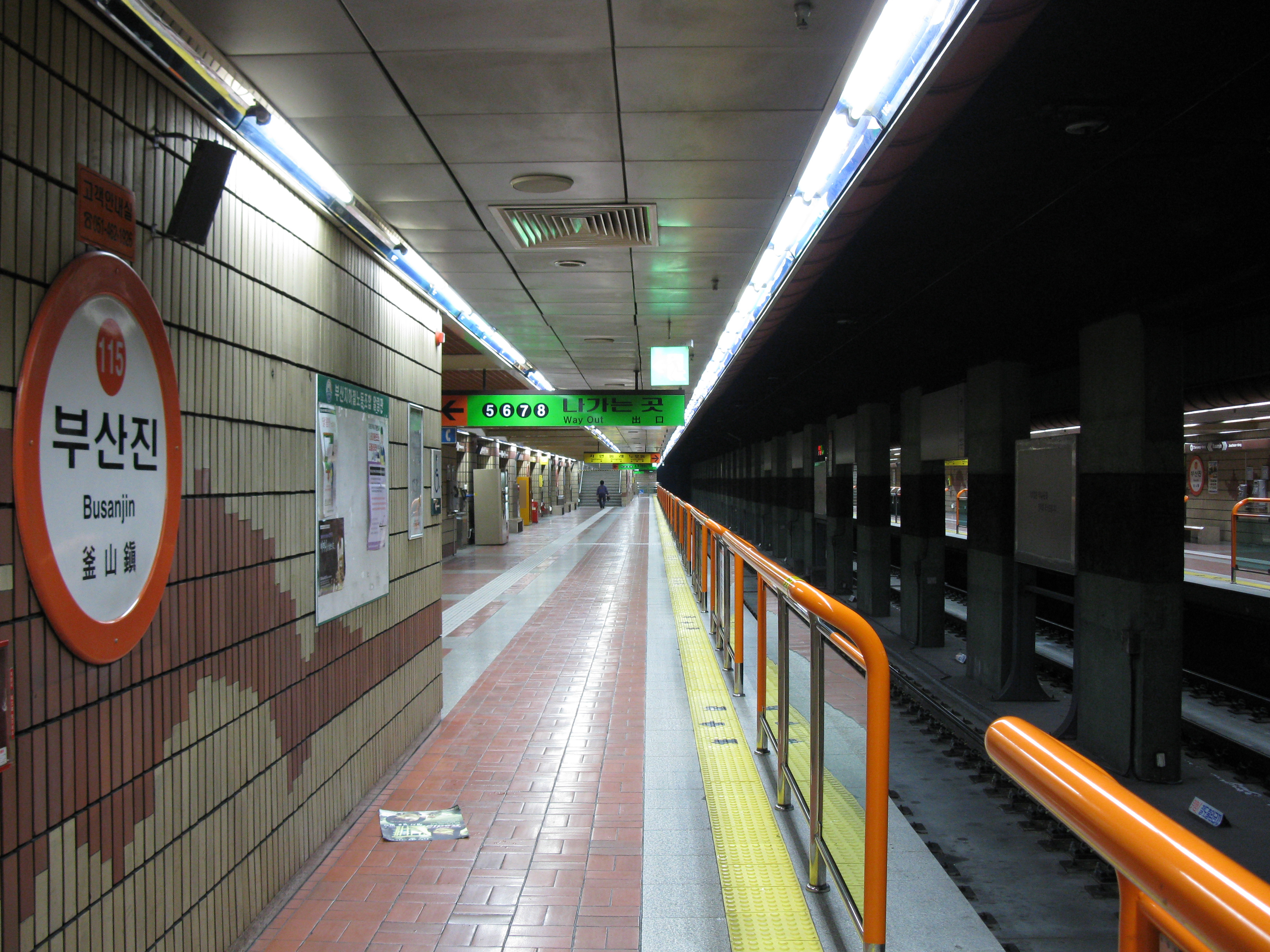
ホームドア設置前（2009年2月）
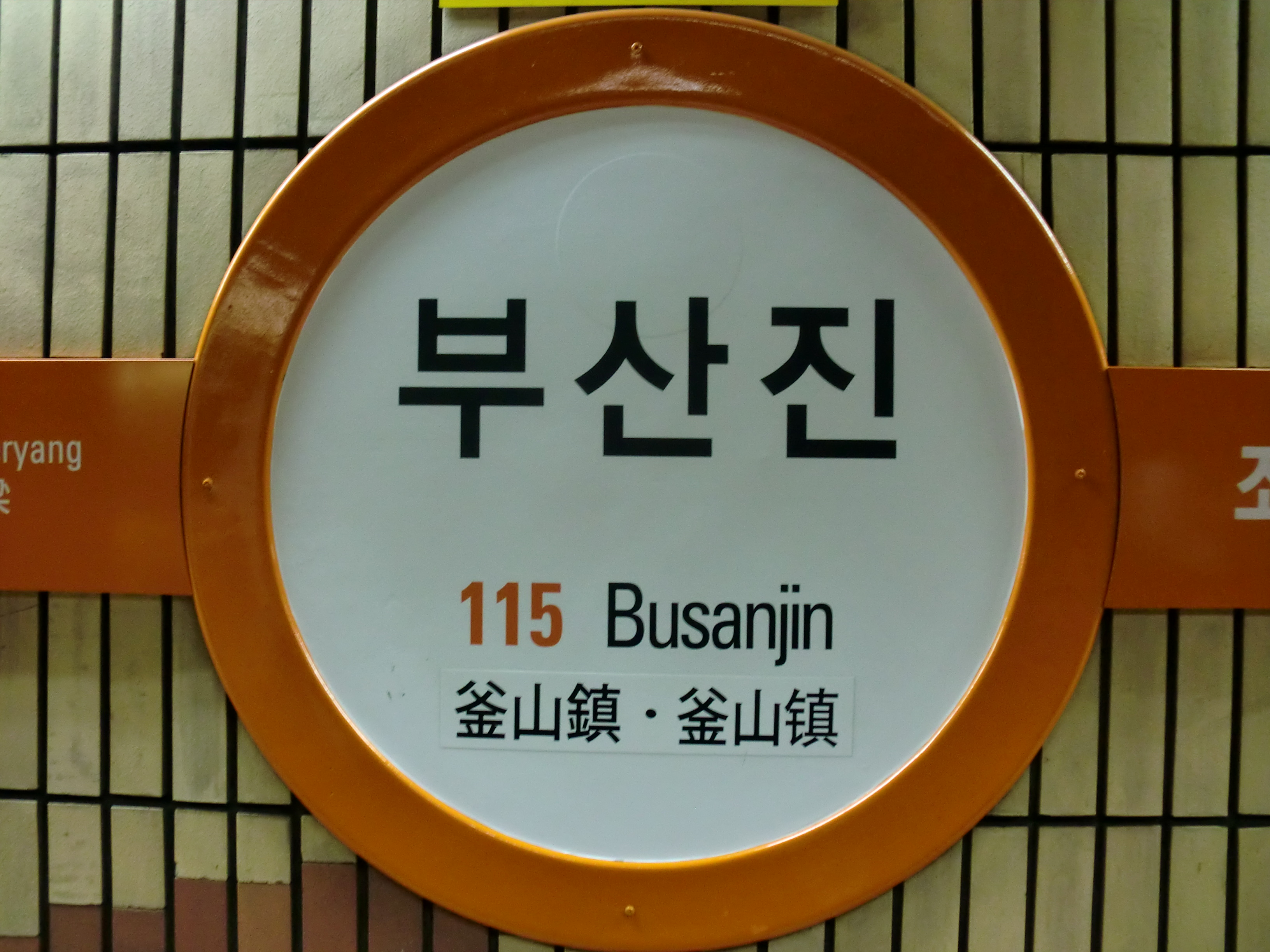
副駅名付与前の駅名標

## 駅周辺
- 釜山港第4埠頭
- 韓国鉄道公社（KORAIL）釜山鎮駅 - 貨物駅であり旅客扱いは行っていない。
- 東区庁
- 釜山日報ビル
- 水晶2洞行政福祉センター
- 釜山東部警察署
- 釜山鎮消防署水晶119安全センター
- 水晶洞郵便局
- 釜山鎮税務署
- 慶南女子高等学校

## 隣の駅
釜山交通公社
 1号線
草梁駅 (114) - 釜山鎮駅 (115) - 佐川駅 (116)